# 被拘禁者処遇最低基準規則
被拘禁者処遇最低基準規則（ひこうきんしゃしょぐうさいていきじゅんきそく、英語: Standard Minimum Rules for the Treatment of Prisoners）は、受刑者の処遇改善に対する各国の不断の努力を促す目的で、被拘禁者処遇の最低基準を示した国際連合決議である。条約ではないため、法的拘束力を有するものではないが、可能な限り充足に努力すべき国際的基準とされる。。通称ネルソン・マンデラ・ルールズ（英語: Nelson Mandela Rules）、マンデラルール。
1955年、第1回犯罪予防及び犯罪者処遇に関する国際連合会議で決議された。1957年国際連合経済社会理事会で採択され、1977年に改正された。2015年大幅改定され、同年12月17日の国際連合総会で採択された。